# Ronald Julião
Ronald Odair de Oliveira Julião (Caieiras, 16 de junho de 1985) é um atleta brasileiro, especialista nas modalidades do arremesso de peso e lançamento de disco. 
Começou a praticar atletismo aos 14 anos de idade, disputando pela escola E.E.P.S.G. Professor Sebastião de Oliveira Gusmão, em uma competição no Ibirapuera, e obteve a Medalha de Bronze no Arremesso do Peso. Isso o estimulou a continuar a praticar o esporte. Alguns meses depois conquistou a Medalha de Ouro, dando início a sua carreira esportiva profissional.
Disputou os Jogos Pan-Americanos do Rio de Janeiro 2007, onde ficou em 10º no Arremesso do Peso, e em 6º no Lançamento do Disco.
Foi medalha de ouro no Lançamento do Disco nos Jogos Sul-Americanos de 2006 em Buenos Aires. Tornou-se Recordista Brasileiro do peso (18,78 m) e disco (63,30 m) no ano de 2011, em Shenzhen, na Universíada de 2011, quando obteve a medalha de bronze no Lançamento do Disco. 
Nos Jogos Pan-Americanos de 2011, Ronald Julião obteve a medalha de Bronze, ficando  apenas um centímetro da medalha de Prata.
Em maio de 2012, no Grande Prêmio Brasil de Atletismo, Julião obteve o Recorde Brasileiro do disco com a marca de 65,41 m, com a qual Julião poderia ter obtido o 4º lugar do Campeonato Mundial de Atletismo de 2011. Com isso, obteve a vaga olímpica. 
Em Agosto de 2012 Ronald participou dos Jogos Olímpicos de Londres ficando na 16º colocação do grupo A no Lançamento do disco. 
Em 2013 Ronald Juliao obteve novamente o recorde brasileiro do disco com 65,55 metros nos Estados Unidos em um meeting internacional alcançando vaga para o mundial de atletismo em Moscou Russia, no mesmo ano foi Campeão Mundial Universitário com 63,41metros em Kazan Russia. Ao atingir a marca de 65,55 metros Ronald chegou a estar entre os cinco melhores do mundo ate junho do mesmo ano, terminando o ano na posição 17 do mundo , posição que nenhum lançador de disco jamais conseguiu. Neste ano também se formou em Educação Física pela instituição de ensino Uni Sant'Anna.
Em 2015 Ronald Juliao volta a brilhar nos Jogos Pan-Americanos conseguindo dessa vez a medalha de prata em Toronto Canada 64,65 metros , foi considerado o "Atleta Sorriso" do Pan ao dar a volta olímpica pela vitoria alcançada e se consagrando um ícone na historia nacional pelos títulos jamais conseguidos anteriormente. No mesmo ano conseguiu vaga para o Campeonato Mundial de Pequim China 61,79 metros porém não conseguiu ser finalista. Ronald Julião tornou-se 3˚ sargento da Força Aérea Brasileira. Foi  para o Mundial Militar na Korea ficando na 9˚ colocação com 56,45 metros.  
Em 2016 foi Campeão Ibero-Americano no Rio De Janeiro com 59,52 metros. Ronald teve impressionantes 15 títulos nacionais consecutivos, sendo 4 vitórias no Arremesso do Peso e 11 vitórias no Lançamento do Disco. Inumeros títulos nacionais e internacionais e recordes inclusive nas categorias de base. 
Ronald Julião, hoje é Treinador Esportivo desde 2017 com atletas da categoria de base e atletas universitários. Atua também como Chefe do Núcleo de Esportes e Lazer da Prefeitura de São Paulo na unidade CEU Meninos. 